# Émile Reuse
Émile Reuse, né à Bruges le 8 novembre 1883 et mort à Ingelmunster le 5 juin 1975, est un footballeur international belge actif avant la Première Guerre mondiale. Il joue au poste de milieu de terrain ou d'attaquant pour les deux équipes brugeoises, le Club et le Cercle, remportant un titre de champion de Belgique avec ce dernier.

## Carrière
Émile Reuse fait ses débuts avec l'équipe première du FC Brugeois en 1900, alors qu'il n'a que 17 ans. Le club évolue en Division d'Honneur et le joueur s'impose au fil des saisons comme une pièce importante de l'équipe en milieu de terrain. Il est appelé pour la première fois en équipe nationale belge en 1907. En 1908, il rejoint les rangs des rivaux brugeois du Cercle, où il remporte le premier titre de champion dans l'histoire de l'association en 1911. Un an plus tard, il met un terme à sa carrière de joueur.

## Statistiques
| Saison                | Club                  | Championnat           | Championnat | Championnat | Coupe(s) nationale(s) | Coupe(s) nationale(s) | Total | Total |
| Saison                | Club                  | Division              | M.          | B.          | M.                    | B.                    | M.    | B.    |
| 1900-1901             | FC Brugeois           | Division 1            | -           | -           | 0                     | 0                     | 0     | 0     |
| 1901-1902             | FC Brugeois           | Division 1            | -           | -           | 0                     | 0                     | 0     | 0     |
| 1902-1903             | FC Brugeois           | Division 1            | -           | -           | 0                     | 0                     | 0     | 0     |
| 1903-1904             | FC Brugeois           | Division 1            | -           | -           | 0                     | 0                     | 0     | 0     |
| 1904-1905             | FC Brugeois           | Division 1            | -           | -           | 0                     | 0                     | 0     | 0     |
| 1905-1906             | FC Brugeois           | Division 1            | -           | -           | 0                     | 0                     | 0     | 0     |
| 1906-1907             | FC Brugeois           | Division 1            | -           | -           | 0                     | 0                     | 0     | 0     |
| 1907-1908             | FC Brugeois           | Division 1            | -           | -           | 0                     | 0                     | 0     | 0     |
| Sous-total            | Sous-total            | Sous-total            | -           | -           | -                     | -                     | 0     | 0     |
| 1908-1909             | CS Brugeois           | Division 1            | 15          | 3           | 0                     | 0                     | 15    | 3     |
| 1909-1910             | CS Brugeois           | Division 1            | 13          | 3           | 0                     | 0                     | 13    | 3     |
| 1910-1911             | CS Brugeois           | Division 1            | 21          | 3           | 0                     | 0                     | 21    | 3     |
| 1911-1912             | CS Brugeois           | Division 1            | 22          | -           | 0                     | 0                     | 22    | 0     |
| Sous-total            | Sous-total            | Sous-total            | 71          | 9           | -                     | -                     | 71    | 9     |
| Total sur la carrière | Total sur la carrière | Total sur la carrière | 71          | 9           | -                     | -                     | 71    | 9     |

## Palmarès
- 1 fois champion de Belgique en 1911 avec le CS Brugeois.

## Carrière internationale
Émile Reuse compte deux sélections en équipe nationale belge, pour autant de matches joués. Il dispute son premier match avec les « Diables Rouges » le 14 avril 1907 lors d'un match amical face aux Pays-Bas. Il doit attendre un peu plus de trois ans avant d'être convoqué à nouveau et participe le 16 mai 1910 à la victoire de la Belgique en Allemagne.
Le tableau ci-dessous reprend toutes les sélections d'Émile Reuse. Le score de la Belgique est toujours indiqué en gras.
| Date       | Compétition  | Adversaire | Lieu      | Score | Remarque |
| ---------- | ------------ | ---------- | --------- | ----- | -------- |
| 14/04/1907 | Match amical | Pays-Bas   | Anvers    | 1-3   |          |
| 16/05/1910 | Match amical | Allemagne  | Duisbourg | 0-3   |          |